# Hill Dickinson Stadion
Az Everton Stadion építés alatt álló labdarúgóstadion a Bramley-Moore kikötőben, Liverpool Vauxhall kerületében. A 2025–2026-os szezontól kezdve az Everton FC otthona lesz, miután elhagyják a Goodison Parkot, ami 1892 óta volt otthonuk.
A stadion otthont fog adni mérkőzéseknek a 2028-as Európa-bajnokságon.

## Építkezés
Az építkezést 2021 júliusában kezdték meg. 2022 elejére a szükséges épületeket lebontották, fontos történelmi tárgyakat eltávolítottak, a kikötő területét feljavították. 2023 augusztusában átmenetileg szüneteltették az építkezést, miután Michael Jones, egy kirkby-i Everton-rajongó, aki a stadionon dolgozott, súlyos fejsérülést szenvedett és később az Aintree Egyetemi Kórházban életét vesztette. A stadiont 2024 februárjára szerkezetileg késznek tekintették. A tető külső fedését 2024. július 27-én fejezték be.

## Világörökségi státusz elvesztése
A Bramley-Moore kikötő része volt a Liverpool Maritime Mercantile City elnevezésű világörökségi területnek.
Annak ellenére, hogy az Everton kijelentette, hogy renoválni fogja a környéket, az UNESCO azt javasolta, hogy a város veszítse el státuszát. Ezt végül 2021 júliusában erősítették meg, miután úgy döntöttek, hogy a város nem tudná megtartani eredeti formáját a stadionnal.